# Chiesa di Santa Maria delle Grazie (Bellinzona)
La chiesa di Santa Maria delle Grazie è una chiesa francescana di Bellinzona.

## Storia
La costruzione della chiesa, assieme all'intero complesso conventuale dei Frati Minori al quale essa apparteneva, prese il via attorno al 1480 e durò fino al 1495. La struttura della chiesa e quella del convento ubbidiscono all'impostazione tipica degli edifici religiosi di ispirazione francescana realizzati in quegli anni tra Piemonte e Lombardia; impostazione si vuole dettata dallo stesso Bernardino da Siena (chiamata pertanto "modulo bernardiniano")
La chiesa, edificata anche grazie alle donazioni di importanti famiglie bellinzonesi, venne ufficialmente consacrata nel 1505, con la dedicazione a Santa Maria delle Grazie. Ha mantenuto nel tempo l'originale forma gotica con una facciata a capanna molto semplice, connotata da due ampie finestre e da un portale a sesto acuto nella cui lunetta trova posto un affresco (ormai poco leggibile) raffigurante un'Adorazione dei pastori.
L'edificio fu devastato da un incendio scoppiato il 31 dicembre 1996

## Architettura e opere
L'interno a navata unica vede - coerentemente al modulo bernardiniano - una vasta parete trasversale che crea una netta divisione tra la parte riservata ai fedeli e quella riservata ai religiosi. Le due parti dovevano essere separate da un "tramezzo" poggiante su tre archi ogivali, destinato ad essere interamente affrescato con le storie della Vita e Passione di Cristo, in modo che le scene dipinte potessero fungere da ausilio visivo alle predicazioni dei presbiteri.
Gli affreschi del tramezzo - recentemente restaurati dopo il devastante incendio scoppiato il 31 dicembre 1996 - costituiscono una notevolissima testimonianza artistica ispirata dalla spiritualità francescana; essa richiama subito alla mente le omologhe pareti dipinte da Martino Spanzotti nella Chiesa di San Bernardino ad Ivrea e da Gaudenzio Ferrari nella Chiesa di Santa Maria delle Grazie a Varallo. Al centro della parete è posta la grande scena della Crocifissione avente dimensione sei volte più grande delle altre quindici scene che illustrano il racconto evangelico dalla Annunciazione alla Resurrezione di Cristo.
Le singole scene sono separate da lesene decorate con motivi a grottesche che riflettono il gusto rinascimentale dell'epoca.

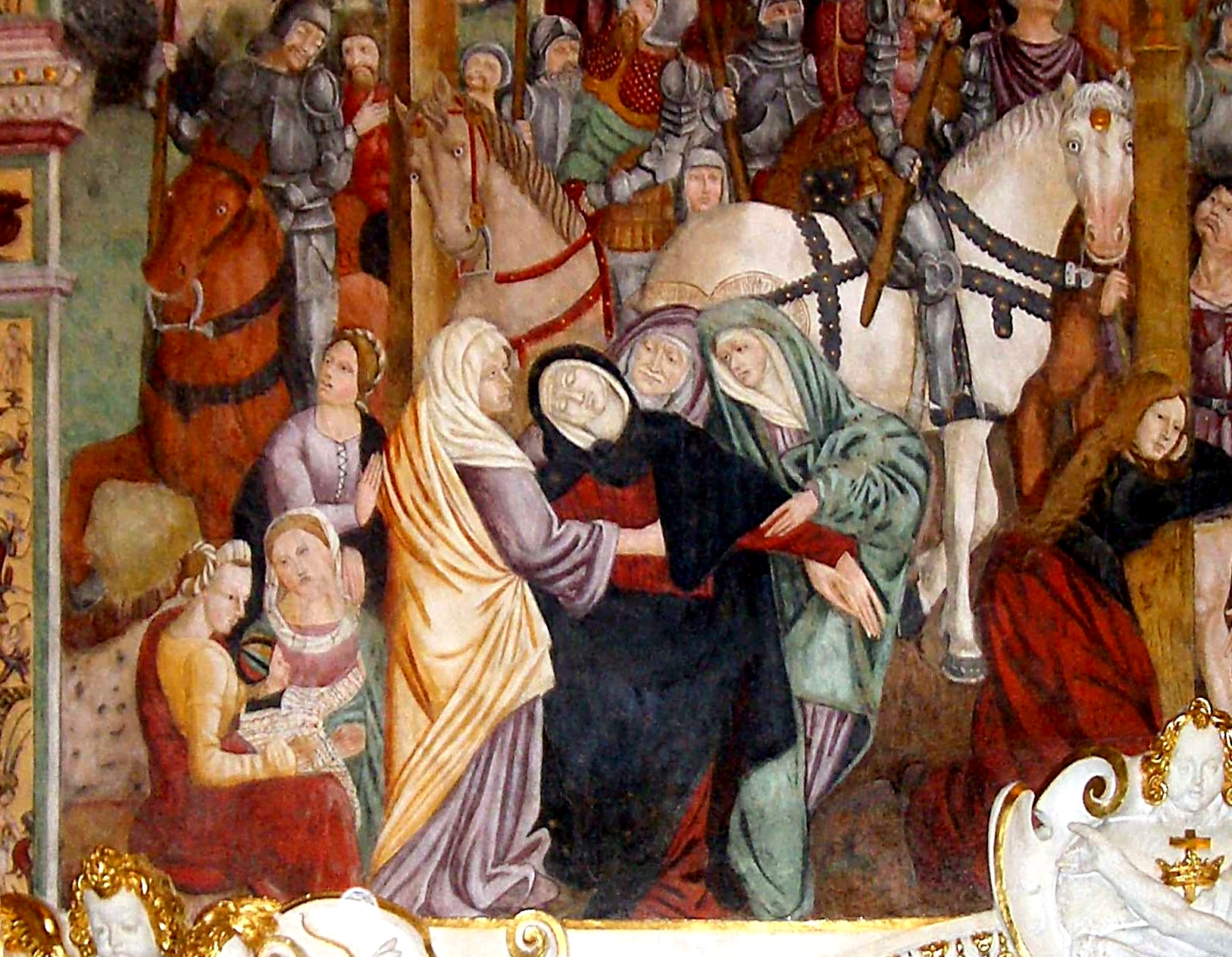
Bottega degli Scotto, affreschi del tramezzo, Scena della Crocifissione (particolare), 1513-15

Il linguaggio artistico dell'ignoto autore del ciclo di affreschi fa riferimento ad una cultura pittorica di area milanese che presenta - in particolare nella scarsa attenzione ai paesaggi e nella ruvidità di talune scene- non poche reminiscenze tardo gotiche e si mostra indifferente alla lezione leonardesca.
Per tali ragioni la datazione degli affreschi è stata collocata da alcuni critici negli anni tra il 1495 ed il 1505. Tuttavia la critica più aggiornata ritiene che, proprio sulla base della tipologia delle decorazioni a grottesche, ed anche tenendo conto delle numerose analogie figurative con l'omologa parete di Varallo, tende a posticipare la datazione verso il 1513-15. In merito alla identificazione dell'autore si ritiene dover far riferimento ad una pluralità di artisti della bottega milanese degli Scotto, alla quale apparteneva anche quello Stefano Scotto che influenzò l'apprendistato artistico di Gaudenzio Ferrari; bottega che, a quella data, doveva guardare come modello alle opere dell'artista valsesiano.
Dei tre archi ogivali sui quali poggia il tramezzo, quello centrale porta all'aula che era riservata ai frati, i due laterali fanno da ingresso (attraverso pregevoli cancellate in ferro battuto) ad altrettante cappelle con volte a crociera: quella di sinistra è dedicata a Sant'Antonio di Padova, mentre quella di destra è dedicata, come l'intera chiesa, a Santa Maria delle Grazie. Questa seconda cappella contiene una suggestiva rappresentazione della Dormitio Virginis formata da un affresco murale di notevole pregio, databile ai primi decenni del XVI secolo, raffigurante gli apostoli mentre assistono al trapasso della Madonna, mentre una coeva statua lignea si offre alla venerazione come simulacro della Vergine morente. L'affresco, in virtù delle affinità stilistiche già rilevate nel tramezzo, era stato in passato erroneamente attribuito al giovane Gaudenzio Ferrari o, comunque, alla sua scuola.
L'aula riservata ai fedeli contiene, lungo il lato nord, altre tre cappelle dedicate rispettivamente a San Bernardino, a San Francesco ed all'Immacolata Concezione, dogma particolarmente caro all'ordine francescano. La cappella di San Bernardino conserva un affresco raffigurante San Bernardino tra i santi Sebastiano e Rocco, opera attribuita alla cerchia di Ambrogio Bergognone e al Bramantino.
Oltrepassando il tramezzo si accede all'aula quadrata, con volta a crociera, riservata ai religiosi. Vi sono collocati il presbiterio (rialzato in epoca successiva alla edificazione della chiesa) ed il coro con interessanti stalli lignei del XVIII secolo. Sull'arco trionfale del coro è affrescata una Annunciazione attribuita ad artisti lombardi appartenenti alla cerchia del Bergognone.
La chiesa conserva anche pietre tombali e cancellate in ferro battuto dei secoli XVI-XVIII.
Dell'antico convento costruito assieme alla chiesa, rimangono notevoli resti architettonici sia pure rimaneggiati e destinati oggi ad uso civile. Si sono conservati, in particolare, resti del chiostro che, con le volte a crociera sostenute da colonne o da pilastri, si dispongono lungo due lati del cortile. Sulle sue pareti si osserva un interessante ciclo di affreschi seicenteschi raffiguranti episodi della Vita di San Francesco.

## Galleria d'immagini

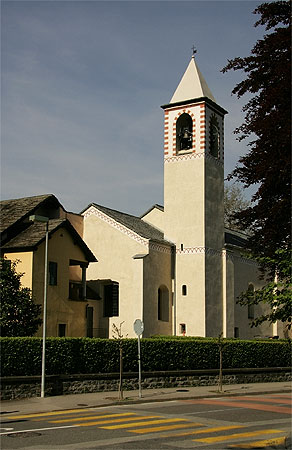
Il campanile della chiesa
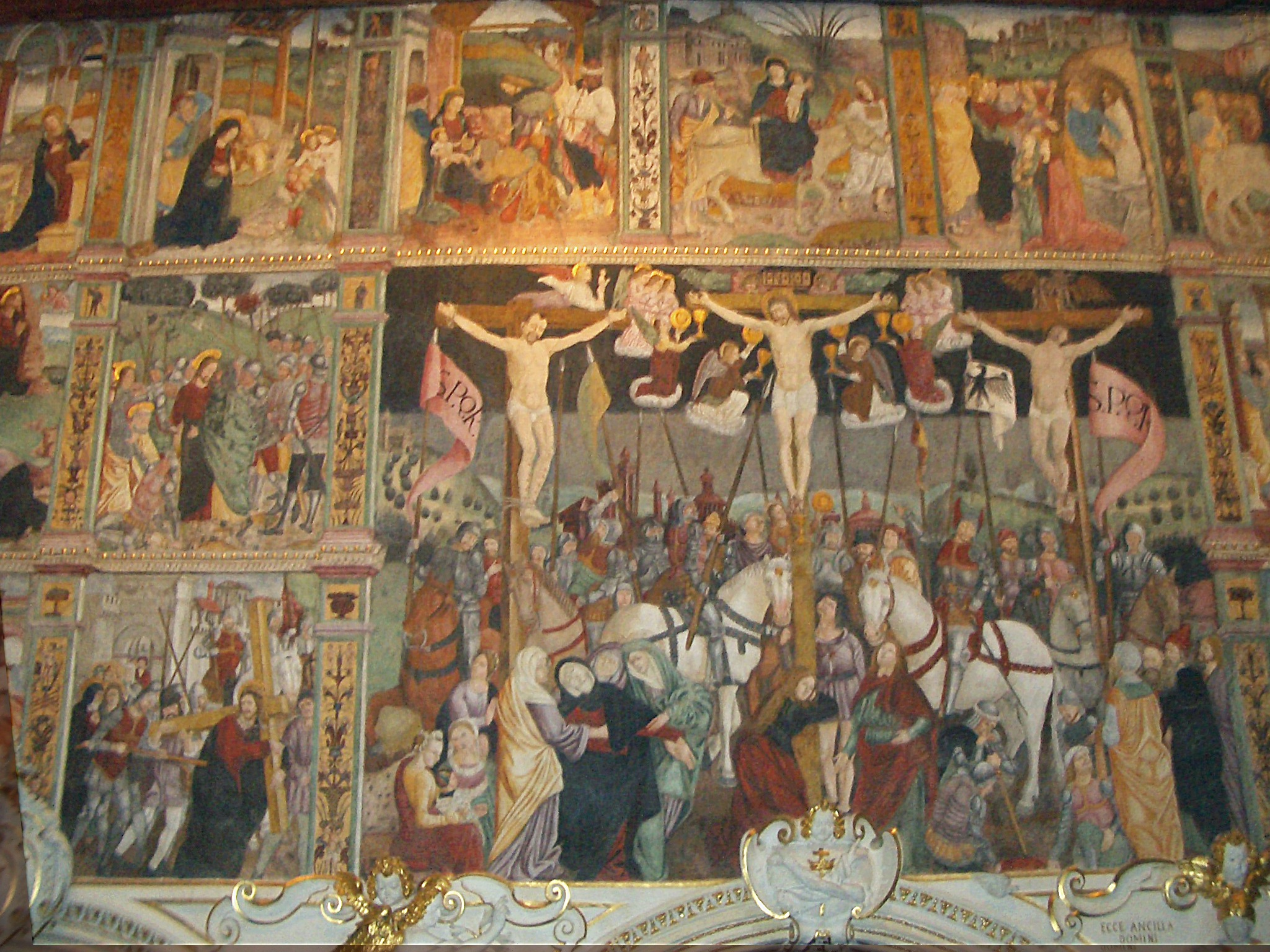
Gli affreschi del tramezzo
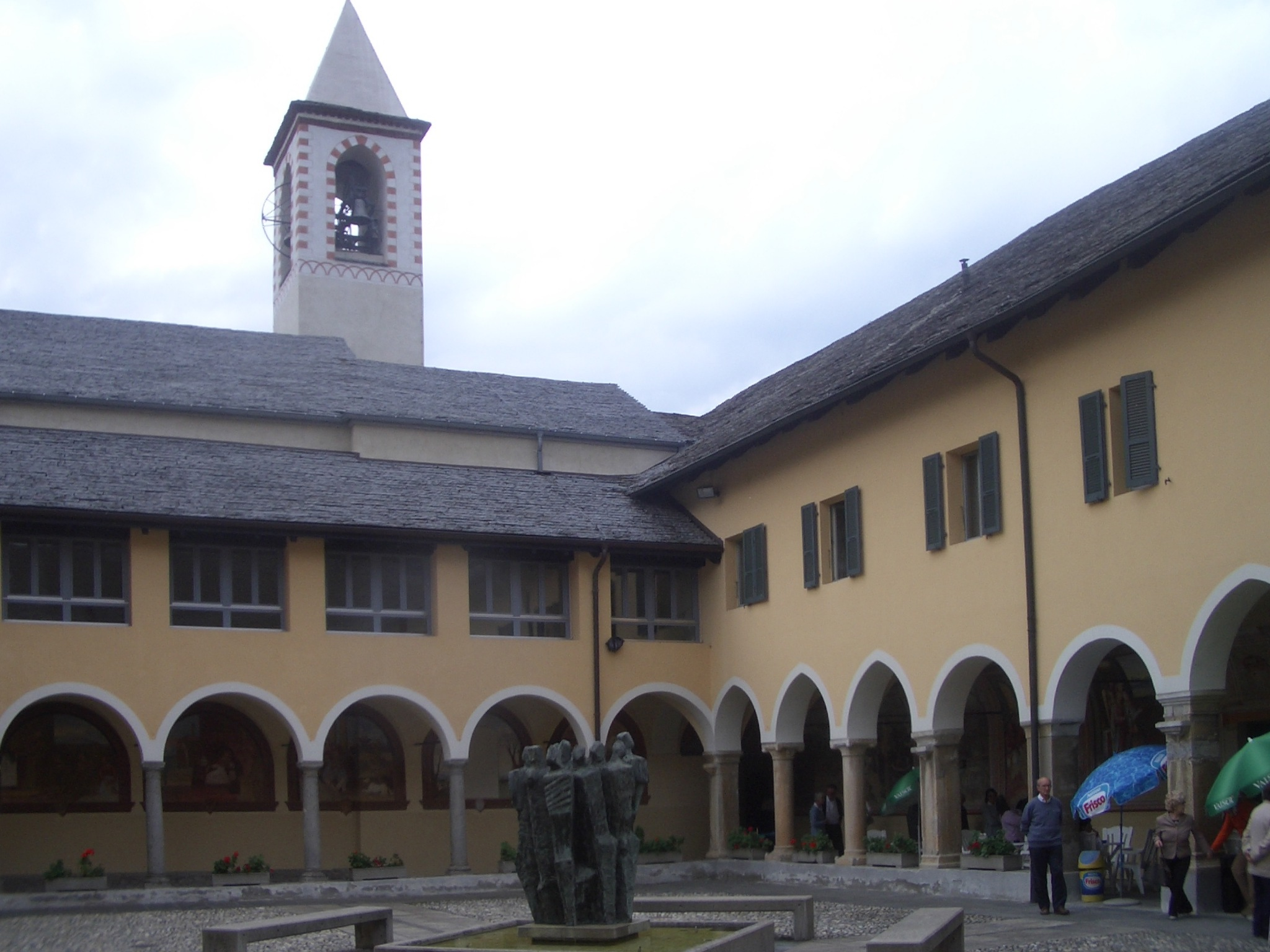
Il chiostro conventuale